# Crkva Uzvišenja Sv. Križa u Perušiću
Župna crkva Uzvišenja sv. Križa u Perušiću sagrađena je na mjestu starije srednjovjekovne crkve i jedna od najljepših i najvrijednijih sakralnih objekata u Lici.
Na tornju crkve se nalazi križ stare Zagrebačke katedrale. Obnovljena je 1988. kada su sagrađene orgulje koje su u potpunosti obnovljene 2005. i od tada služe i u svrhu koncertnih događanja na području županije.
Crkva Uzvišenja sv. Križa je preuređena srednjovjekovna gotička crkva s primjesama kasnobaroknog i rokoko stila. Unutrašnjost crkve je vrlo dojmljiva, ima devet oltara i ukupno 28 elemenata interijera koji su na nacionalnom popisu pokretnih spomenika kulture.
Vlč. Josip Mustač bio je župnik župe Uzvišenja sv. Križa u Perušiću čak 50 godina.  Pamte ga mnoge generacije župljana u Perušiću još iz olovnih vremena komunizma, kada je uspio sačuvati i širiti vjeru.